# Boomvarenmangrovezanger
De boomvarenmangrovezanger (Gerygone ruficollis) is een endemische zangvogel uit Nieuw-Guinea uit de familie Acanthizidae (Australische zangers).

## Kenmerken
De zang bestaat uit een lange reeks hoge fluittonen. Het is een onopvallende, lastig te observeren vogel met een lichaamslengte van gemiddeld 9,5 cm. De vogel is grijsbruin van boven, de vleugelpennen zijn donkerbruin en de borst en buik zijn lichtgrijs. Het beste kenmerk is zijn geluid.

## Voortplanting
Het nest is een hangend, bolvormig bouwsel met een zijingang.

## Verspreiding en leefgebied
Deze soort komt voor in de bergwouden van Nieuw-Guinea, op hoogten van 1100 tot 3300 meter.

## Status
De grootte van de populatie is niet gekwantificeerd maar de soort wordt omschreven als vrij algemeen. Op de Rode lijst van de IUCN heeft deze soort de status niet bedreigd.